# Return on tangible equity
Return on tangible equity (rendimento del patrimonio netto tangibile, ROTE) è un indicatore che misura il tasso di rendimento sul patrimonio netto tangibile.
Il ROTE è calcolato dividendo l'utile netto per il patrimonio tangibile (il patrimonio da cui sono esclusi gli attivi intangibili come l'avviamento).
{\displaystyle {\mbox{ROTE}}={\frac {\mbox{Utile Netto}}{\mbox{Patrimonio Tangibile }}}}